# Magatzem a l'avinguda d'Agramunt, 19
El Magatzem a l'avinguda d'Agramunt, 19 és una obra de Cervera (Segarra) protegida com a Bé Cultural d'Interès Local.

## Descripció
Situat a la carretera L-303, dominada per la presència de magatzems de diferents especialitats. Aquest immoble combina la funció d'habitatge i magatzem. Es tracta d'un magatzem de planta i pis, la planta baixa està definida per una sèrie d'obertures d'arc de mig punt emmarcat per maons, al primer pis les obertures són de llinda plana i presenten un emmarcament de maó. El maó també s'ha emprat en la cornisa que fa de remat de l'edifici i a la pilastra de la cantonada, de forma lleugerament arrodonida. La façana principal que dona a l'avinguda del Mil·lenari -lloc per on s'accedeix a l'habitatge- està arrebossada, mentre que la façana lateral presenta un aparell irregular de pedra del país.